# گروه متیل

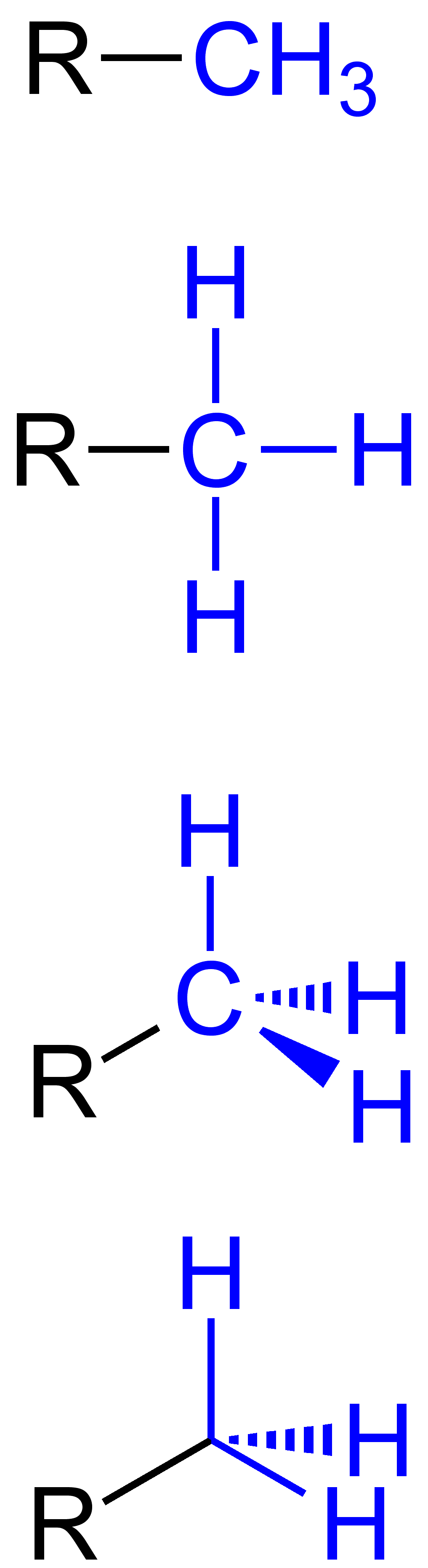
روش‌های مختلفی که نمایش‌گر یک گروه متیل (برجسته به رنگ آبی blue)

گروه متیل (به انگلیسی: Methyl group) یک گروه عاملی آلکیل آب‌گریز است. این گروه از مولکول متان (CH4) با حذف یک اتم هیدروژن به دست آمده است. همچنین از نگاهی دیگر می‌توان گفت که این گروه از پیوند شیمیایی یک اتم کربن با سه اتم هیدروژن تشکیل شده است. این گروه دارای فرمول شیمیایی ‎-CH3‎ بوده و گاهی به صورت ‎-Me‎ خلاصه می‌شود. یک چنین گروه هیدروکربنی می‌تواند در بسیاری از ترکیبات آلی رخ دهد و در میان مولکول‌ها، مولکول بسیار پایداری‌است.
در حالی که گروه متیل غالباً خود بخشی از یک مولکول بزرگ‌تر را تشکیل می‌دهد، می‌توان آن را
به تنهایی به هر سه صورت: آنیون، کاتیون یا رادیکال هم یافت. آنیون دارای هشت ظرفیت الکترون، رادیکال هفت و کاتیون شش. هر سه فرم بسیار واکنش پذیر به ندرت مشاهده شده‌اند.